# Дом де Крепон
Дом де Крепон (фр. Maison de Crépon; в Англии — Фиц-Осберны) — аристократическое семейство, игравшее важную роль в Нормандии и Англии в XI веке. Возвысившись благодаря внебрачной связи одной из своих представительниц с герцогом Нормандским Ричардом I, де Крепоны создали линьяж, в который вошла существенная часть всей аристократии будущей англонормандской монархии (Клеры, Жиффары, Варенны, Монтгомери, Бомоны, Мортимеры, Ревьеры и др.).

## История
Предки де Крепонов были скандинавами и осели в Нормандии при Ричарде I. Герцог Ричард прослышал о красоте принадлежавшей к этой семье Сейнфреды, жены лесничего, и приказал Сейнфреде явиться к нему, но ту заменила её незамужняя сестра Гуннора, ставшая сначала конкубиной герцога и матерью большинства его детей, а позже и женой. С этого началось возвышение рода (примерно в 970 году).
Возможно, уже брат Гунноры Херфаст стал крупным феодалом. Его сын Осберн укрепил родство с Нормандской династией и расширил свои владения, женившись на дочери Рауля д’Иври. При своём двоюродном брате Роберте Дьяволе Осберн был сенешалем Нормандии, а при его сыне Вильгельме стал одним из регентов и защищал юного герцога от бунтующей знати, пока не был убит прямо в спальне Вильгельма (1040).
Сын Осберна Вильгельм (Вильям Фиц-Осберн) унаследовал должность сенешаля. Он сыграл одну из ключевых ролей в завоевании Англии и получил за это титул графа Херефорда и обширные владения на острове, став таким образом одним из наиболее могущественных людей королевства и чуть ли не самым первым представителем англонормандской титулованной знати. Вильгельм/Вильям возглавил поход во Фландрию и погиб в сражении при Касселе (1071). Его сыновья разделили владения: старший получил земли в Нормандии, младший — земли в Англии и титул графа.
Граф Роджер в 1075 году присоединился к двум англосаксонским вельможам в мятеже трёх графов; он потерпел поражение и потерял все владения. На нём заканчивается история де Крепонов в Англии. Старший брат Роджера Вильгельм, сеньор Бретея и Иври, имел только внебрачного сына Евстахия, женатого на дочери короля Генриха Боклерка (тоже внебрачной). О двух сыновьях Евстахия практически ничего не известно.

## Генеалогия
- NN де Крепон
  - Сейнфреда де Крепон
    - Джослин; муж — Роджер (I) де Монтгомери

  - Гуннора де Крепон
  - Херфаст де Крепон
    - Осберн де Крепон; жена — Эмма д’Иври
      - Вильям Фиц-Осберн, 1-й граф Херефорд; жена — Аделиза де Тосни
        - Вильям/Гийом, сеньор де Бретей и де Паси; жена — Аделина де Монфор
          - Евстахий, сеньор де Бретей; жена — Джулиана, внебрачная дочь Генриха I Боклерка
            - NN де Бретей

          - Изабелла; муж — Эсцелин де Гэль

        - Роджер Фиц-Осберн, 2-й граф Херефорд
        - Ральф Фиц-Осберн
        - Эмма Фиц-Осберн; муж — Рауль де Гэль

      - Эмма Фиц-Осберн; муж — Вильям де Вернон
      - Осберн Фиц-Осберн

  - Дувалина де Крепон; муж — Торольв
  - Эвелина де Крепон; муж — Осберн де Болебек
    - Готье де Жиффар, сеньор де Лонгвиль

  - NN де Крепон
    - Беатриса; муж — Рауль де Варенн

  - NN де Крепон
    - NN; муж — Рожер де Баквевиль

  - NN де Крепон; муж — Ричард, виконт Руана
  - NN де Крепон
    - NN; муж — Осмонд де Центвиль